# Partenariato pubblico-privato
Il partenariato pubblico-privato (abbrev. PPP) è una forma di cooperazione tra i poteri pubblici e i privati, con l'obiettivo di finanziare, costruire e gestire infrastrutture o fornire servizi di interesse pubblico.
Tale forma di cooperazione con soggetti privati consente alla pubblica amministrazione di attrarre maggiori risorse di investimento e competenze non disponibili al suo interno.
Il PPP non rappresenta né una categoria giuridica né tanto meno un istituto, quanto piuttosto una nozione descrittiva di un modello di organizzazione e di azione amministrativa, esprimentesi in figure ed istituti sia tipici che atipici.
Non esistono d'altro canto, a livello comunitario, definizioni normative esatte di PPP.
Il “Libro Verde relativo ai Partenariati Pubblico-Privati ed al diritto comunitario degli appalti pubblici e delle concessioni” (Comunicazione Commissione UE 30 aprile 2004, COM 2004 n.327) chiarisce che con tale termine ci si riferisce, in generale, a forme di cooperazione tra le autorità pubbliche e il mondo delle imprese che mirano a garantire il finanziamento, la costruzione e la gestione o la manutenzione di un'infrastruttura oppure la fornitura di un servizio e che presentano le seguenti caratteristiche:
1. Durata relativamente lunga della collaborazione pubblico-privata (il partenariato deve estendersi normalmente anche alla condivisione dei profili progettuali dell'attività da realizzare);
2. Modalità di finanziamento sostanzialmente privato (è tollerata una limitata partecipazione pubblica);
3. Ruolo strategico del privato e rilevante in ogni fase del progetto (il partner pubblico si concentra invece, principalmente, sulla definizione degli obiettivi da raggiungere in termini di interesse pubblico, di qualità dei servizi offerti, di politica dei prezzi, e garantisce il controllo del rispetto di questi obiettivi);
4. Ripartizione del rischio dell'attività tra soggetto pubblico e privato.

## Tipologie di PPP
Il Libro Verde individua, in particolare, due macro categorie di partenariati, in base agli strumenti di realizzazione delle operazioni:
- Partenariato contrattuale: è basato sulla natura negoziale del legame di cooperazione (concessione di costruzione e gestione o concessione di servizi, affidamento a contraente generale, project financing, global service, locazione finanziaria etc.) e della relativa disciplina;
- Partenariato istituzionalizzato: consiste nella creazione di un soggetto originale e nuovo, un'entità ad hoc (società mista o fondazione di partecipazione), detenuta congiuntamente dal partner pubblico e dal partner privato, cui è demandato il compito di assicurare la fornitura di un'opera o di un servizio a favore della collettività. Tipicamente, il nuovo soggetto giuridico è una joint venture o una società di progetto[1].

## Il trattamento contabile del PPP ed Eurostat Test
Con la Decisione EUROSTAT n. 4 dell'11 Febbraio 2004 “Treatment of public-private partnerships”, l'oggetto del contratto di PPP può essere classificata da un'amministrazione come “non government”, e contabilizzata off balance, nei casi in cui il partner privato sopporti il rischio di costruzione e almeno uno tra il rischio di disponibilità e il rischio di domanda.

## Analisi dei rischi nelle PPP
Il risk management o gestione dei rischi nelle PPP è un processo, su base continuativa e per tutta la durata temporale del progetto, che consente l'identificazione e l'analisi dei rischi legati al determinato intervento e delle azioni di controllo, di prevenzione e di correzione da mettere in campo nel caso in cui i rischi si presentino realmente, sulla base di responsabilità ben definite tra le parti.
L'allocazione dei rischi nelle operazioni di PPP è un fattore importante nel determinare la modalità di contabilizzazione di queste operazioni, ovvero se si tratta di contabilizzazioni di tipo on/off balance.
Esistono diversi possibili schemi di classificazione dei rischi in ambito PPP. Tali classificazioni possono essere estese in funzione dello specifico settore d'intervento mediante l'utilizzo di prassi consolidate (nazionali ed internazionali) o di norme internazionali specifiche. Tra queste classificazioni c'è quella contenuta nella Determinazione n. 2 dell'11 Marzo 2010 dell'AVCP e nella già citata Decisione 11 febbraio 2004 dell'Eurostat, in cui si individuano tre principali tipologie di rischio nei rapporti di PPP:
1. rischio di costruzione: è il rischio legato ai ritardi nella consegna, ai costi addizionali, a standard inadeguati;
2. rischio di disponibilità: è il rischio legato alla performance dei servizi che il partner privato deve rendere;
3. rischio di domanda: è il rischio legato ai diversi volumi di domanda del servizio che il partner privato deve soddisfare.

## Ordinamento italiano
Nell'ordinamento italiano, la fattispecie è stata introdotta dal punto di vista definitorio dall'art. 3, comma 1 del Codice dei Contratti Pubblici (D.Lgs 18/04/2016 n. 50) per cui il «Partenariato Pubblico Privato», è “il contratto a titolo oneroso stipulato per iscritto con il quale una o più stazioni appaltanti conferiscono a uno o più operatori economici per un periodo determinato in funzione della durata dell'ammortamento dell'investimento o delle modalità di finanziamento fissate, un complesso di attività consistenti nella realizzazione, trasformazione, manutenzione e gestione operativa di un'opera in cambio della sua disponibilità, o del suo sfruttamento economico, o della fornitura di un servizio connesso all'utilizzo dell'opera stessa, con assunzione di rischio secondo modalità individuate nel contratto, da parte dell'operatore”.
La disciplina del partenariato pubblico privato è contenuta, invece, negli articoli da 180 a 186 del D.Lgs 50/2016.
In precedenza, a differenza di quanto accadeva in altri stati membri dell'Unione europea (ad esempio, Francia e Spagna), non esisteva una normativa specifica per il partenariato pubblico-privato. Di volta in volta, invece, venivano selezionati alcuni particolari istituti giuridici ritenuti adatti al tipo di cooperazione che si intendeva mettere in atto. Alcuni di questi istituti erano rappresentati dalla concessione di opere e di servizi pubblici, dal project financing, il leasing finanziario, la compartecipazione a società mista (con o senza scopo di lucro).
L'affidamento a società miste di contratti di esecuzione di opere o prestazioni di servizi, è ritenuto legittimo se il socio privato è selezionato con un sistema che ammette la libera concorrenza tra i diversi attori interessati alla partecipazione nel nuovo soggetto a cui sarà successivamente affidata la convenzione.
Il partenariato pubblico-privato era stato introdotto per la prima volta dalla Legge n. 166/2002, art. 19 la quale la comma 2-ter  aveva attribuito alle amministrazione aggiudicatrici la facoltà di dare in concessione ad un privato un'opera funzionale alla gestione di servizi pubblici e funzione all'acquisto di servizi realizzati dall'infrastruttura del concessionario, dietro un corrispettivo prestabilito.

La norma era vincolata all'acquisto di servizi funzionali all'erogazione di altri servizi di pubblica utilità (es. gestione informatica), all'autonomia imprenditoriale del privato che era chiamato ad erogare tali servizi mediante una propria infrastruttura e ad assumersi il rischio imprenditoriale connesso alla gestione economico-finanziaria dell'opera. La concessione poteva avere ad oggetto immobili nella disponibilità dell'amministrazione aggiudicatrice oppure espropriati all'uopo poiché non assolvevano più a funzioni di interesse pubblico.